# 擬海螯蝦屬
擬海螯蝦屬，又稱擬螯龍蝦屬，是海螯蝦科下的一個屬，包含了15個現生物種：
- Nephropsis acanthura Macpherson, 1990
- Nephropsis aculeata Smith, 1881
- 阿氏擬海螯蝦（英语：Nephropsis agassizii） Nephropsis agassizii A. Milne-Edwards, 1880
- 大西洋擬海螯蝦（英语：Nephropsis atlantica） Nephropsis atlantica Norman, 1882
- 卡氏擬海螯蝦（英语：Nephropsis carpenteri） Nephropsis carpenteri Wood-Mason, 1885
- 長額擬海螯蝦（英语：Nephropsis ensirostris） Nephropsis ensirostris Alcock, 1901
- 霍氏擬海螯蝦（英语：Nephropsis holthuisii） Nephropsis holthuisii Macpherson, 1993
- Nephropsis malhaensis Borradaile, 1910
- Nephropsis neglecta Holthuis, 1974
- 東方擬海螯蝦（英语：Nephropsis occidentalis） Nephropsis occidentalis Faxon, 1893
- 玫瑰擬海螯蝦（英语：Nephropsis rosea） Nephropsis rosea Bate, 1888
- 鋸齒擬海螯蝦（英语：Nephropsis serrata） Nephropsis serrata Macpherson, 1993
- 史氏擬海螯蝦（英语：Nephropsis stewarti） Nephropsis stewarti Wood-Mason, 1872
- Nephropsis suhmi Bate, 1888
- 溝紋擬海螯蝦（英语：Nephropsis sulcata） Nephropsis sulcata Macpherson, 1990

另外發現了至少一個已滅絕的擬海螯蝦屬物種。